# HIP 41378 e
HIP 41378 e（也稱為EPIC 211311380 e）是一顆圍繞F型恆星HIP 41378的系外行星。它的半徑大約為地球的4.9倍。 